# Plectrocnemia kisbelai
Plectrocnemia kisbelai là một loài Trichoptera trong họ Polycentropodidae. Chúng phân bố ở miền Cổ bắc.